# Келлі Кетлін
Келлі Кетлін (англ. Kelly Catlin, 3 листопада 1995, Сент-Пол, Міннесота, США — 8 березня 2019, Стенфорд, Каліфорнія, США) — американська велогонщиця, срібна призерка Олімпійських ігор 2016 року.

## Виступи на Олімпіадах
| Олімпіада           | Дисципліна                    | Місце |
| ------------------- | ----------------------------- | ----- |
| Ріо-де-Жанейро 2016 | командна гонка переслідування | 2     |